# Biogeografia do Brasil
Biogeografia do Brasil refere-se ao estudo biogeográfico da distribuição das espécies e ecossistemas, no espaço geográfico e através do tempo geológico, focados no âmbito brasileiro.

## Etnologia
Segundo pesquisas etnológicas, antes da colonização portuguesa do Brasil, povos indígenas de línguas tupi-guaranis já classificavam a vegetação brasileira, tanto em aspectos gerais quanto específicos, usando uma terminologia que seria ressignificada na língua portuguesa. A seguir, alguns exemplos, com a tradução dos termos (entre parênteses) e a denominação atual das regiões, numa correspondência aproximada:
- caá-etê ("mata verdadeira") e caá-guaçu ("mata grande"): matas da Floresta Amazônica ou da Mata Atlântica;
- caá-igapó ("mata que a água enche"): Mata de Igapó;
- caá-pãun ("ilha de mato"): Capão;
- caá-poéra ("mata cortada" ou "extinta"): Capoeira;
- caá-ta ("mata dura"): Cerrado;
- caá-tã-dyba ("ajuntamento de mata dura"): Cerradão ou Catanduva;
- caá-tinga ("mata branca"): Caatinga do Nordeste e Caatingas do Rio Negro;

## Regionalizações biogeográficas
A seguir, alguns esquemas de regionalização biogeográficas (incluindo fito- e zoogeográficas), em sentido estrito, ou seja, que tomam como critério principal de classificação a composição taxonômica (de táxons presentes) das áreas estudadas, e a dispersão (distribuição) de táxons. Note-se, entretanto, que aspectos fisionômico-ecológicos podem eventualmente estar presentes.
Os nomes das categorias hierárquicas usadas variam entre os esquemas (região, província, domínio, etc.),[p.53-55] podendo-se aplicar a elas a denominação generalista de áreas.
Para outros esquemas de enfoque continental e mundial, confira Biogeografia da América do Sul, en:floristic provinces, en:zoogeographic regions e en:biogeographic regions.

### Rugendas (1835)
A divisão territorial de Rugendas (1835) trata, na realidade, da paisagem natural de modo geral (clima e solo, em especial), sendo apresentada a seguir pelo seu valor histórico e por uma correspondência aproximada com as regiões biogeográficas:
- Região do rio Amazonas
- Região do rio Paraguai
- Região do rio Paraná
- Região do litoral sul
- Região do rio São Francisco
- Região do rio Paraíba ou do litoral norte

### Martius (1837)
Esquema de Martius (1837):
- 1. Regio extratropica oder valleculosa (napaea)
- 2. Regio montana oder montano-campestris (oreas)
- 3. Regio montano-nemorosa (dryas)
- 4. Regio calido-sicca (hamadryas)
- 5. Regio calido-humida (najas)

### Burmeister (1854)
Divisão do Brasil por Hermann Burmeister (1854):
- I. Nordwestliches Urwald- oder Amazonenstromgebiet, "região das matas virgens do noroeste ou do rio Amazonas"
- II. Südöstliches Urwald- oder Küstengebiet, "região das matas virgens do sudeste ou costeiras"
- III. Inneres oder Campos-Gebiet, "região do interior ou dos campos"

### Martius (1858)

Mapa das províncias florísticas de Martius (1858).

Impérios e províncias florísticas de Martius (1858), com termos atuais correspondentes entre parênteses a partir de IBGE (2012):
- Imperia Florae Paraguariense et Cisandinum extratropicum
  - Napaeae, plantae regionis extratropicae valleculosae (flora subtropical)
- Imperium Florae Cisandinum tropicum sive Brasiliense
  - Dryades, regionis montano-nemorosae (flora da costa atlântica)
  - Oreades, regionis montano-campestris (flora do Centro-Oeste)
  - Hamadryades, regionis calido-siccae (flora nordestina)
- Imperii Florae megapotamici s. Amazonico-Orinocensis
  - Naiades, regionis calido-humidae (flora amazônica)

Os nomes das províncias se referem a tipos de ninfas gregas, quatro imortais e um mortal:  as napeias, ninfas das ravinas (áreas da mata de araucária e dos campos sulinos); as dríades, ninfas das florestas (área da mata atlântica); as oréades, ninfas dos campos de caça (área dos cerrados); as hamadríades, ninfas que morrem e ressuscitam (área da caatinga); e as náiades, ninfas das águas (área amazônica).

### Caminhoá (1877)
Esquema segundo Joaquim Monteiro Caminhoá (1877):
- Região das florestas
- Região dos campos
- Região das águas

### Wappäus (1884)
Esquema de Wappäus (1884):
- zona equatorial (= mata tropical, Hylaea do Amazonas)
- zona do litoral (= zona da mata virgem da costa oriental, zona das florestas virgens do Atlântico, matta virgem da costa do Atlântico )
  - região oriental (= serra do Mar)
  - zona central
- zona do sertão
  - tropical
  - subtropical

### Barbosa Rodrigues (1903)
Esquema de João Barbosa Rodrigues (1903):
- Zonas brasileiras
  - Zona Amazonina
  - Zona Montano-Campezina
  - Zona Marina
- Zonas extra-brasileiras
  - Zona Granadina, ao norte
  - Zona Platina, ao sul
  - Zona Andina, ao oeste

### Mello Leitão (1937, 1947)
Esquema de regionalização zoogeográfico de Cândido Firmino de Melo Leitão (1937, 1947):
- Arctogéa [= reino dos ursos; reino Holártico de Heilprin, 1887; região Periártica de Gadow, 1893]
- Lemurogéa [= reino dos prossímios; região Paleotrópica de Gadow, 1893; reino Paleotrópico de Bodenheimer, 1935; regiões Oriental e Etiópica de Wallace, 1876]
- Didelfogéa [= reino dos marsupiais; reino Notogéa de Huxley, 1868]
  - Região Nesogéa [= região Australiana]
  - Região Neogéa [= região Neotrópica]
    - Subregião Centro-Americana
    - Subregião Antilhense
    - Subregião Andino-Patagônica
    - Subregião Brasiliana
      - Província Caribe
      - Província Amazônica
      - Província Carirí-Bororó
      - Província Tupí
      - Província Guarani

### Sampaio (1938)
Esquema de Alberto José de Sampaio (1938):
- I. Província Amazônica, ou da Flora Amazônica, ou Hylaea Brasileira
  - Zonas
    - 1. Zona Hylaea oriental-andina
    - 2. Zona amazono-orinocense
    - 3. Zona guianense
    - 4. Disjunção central-americana ou panamaense

  - Florestas
    - 1. Matas de terra firme
    - 2. Matas de várzea
    - 3. Matas dos alagados ou igapós
    - 4. Vegetação arbórea (ex., chavascais ou charravascais)
    - 5. Caatingas do rio Negro (Spruce)

  - Campos
    - 1. Campinas
    - 2. Campinaranas ou falsas campinas (Ducke)
    - 3. Capões de mato (ilhas de mato, miritizais, açaizais, atc.)
- II. Província Extra Amazônica, ou da Flora Geral do Brasil
  - 1. Zona dos cocais
  - 2. Zona das caatingas
    - Caatinga baixa
    - Caatinga alta
    - Caatinga verdadeira (ou sertão)
    - Caatinga mestiça (ou caatinga suja, carrascal, etc.)

  - 3. Zona das matas costeiras ou florestas orientais
  - 4. Zona dos pinhais ou da araucária
    - Pinhais
    - Matas mixtas
    - Campos

  - 5. Zona dos campos
    - Tipos
      - Campos arborizados ou savanas (ex., campos cerrados, cerrados ou campos cobertos)
      - Campos sem árvores ou campinas (ex., campos limpos)

    - Áreas
      - Campos da Bacia do rio São Francisco
      - Campos Cerrados de Mato Grosso (campos do planalto e campos do Pantanal)
      - Campos do Rio Grande do Sul
      - Campos Alpinos (campos de altitude)

  - 6. Zona marítima
    - Mangues ou mangais
    - Jundus, nhundús ou restingas

### Rizzini (1963)
Divisão fitogeográfica do Brasil por Rizzini:
- I. Província Atlântica (inclui Floresta atlântica, Complexo da Caatinga, Complexo do Pinheiral, Complexo da Restinga)
  - I A. Subprovíncia Nordestina
    - 1. Setor do Agreste
    - 2. Setor do Sertão
    - 3. Setor do Seridó
    - 4. Setor da Ilha de Fernando de Noronha

  - I B. Subprovíncia Austro-Oriental
    - 1. Setor do Litoral
    - 2. Setor da Cordilheira  Marítima
    - 3. Setor do Planalto Meridional (ou do Pinheiral)
    - 4. Setor da Ilha da Trindade
- II. Província Central (inclui Complexo do Brasil Central, Complexo do Pantanal, Complexo do Meio-Norte)
  - II A. Subprovíncia do Planalto Central
    - 1. Setor das Serras
    - 2. Setor do Planalto propriamente dito

  - II B. Subprovíncia da Depressão Matogrossense
  - II C. Subprovíncia do Meio Norte
- III. Província Amazônica  (inclui Floresta amazônica e Campos do Alto Rio Branco)
  - III A. Subprovíncia do Alto Rio Branco
  - III B. Subprovíncia do Jari-Trombetas
  - III C. Subprovíncia do Rio Negro
  - III D. Subprovíncia da Planície Terciária
    - 1. Setor Oceânico
    - 2. Setor Suleste
    - 3. Setor Sul
    - 4. Setor Oeste
    - 5. Setor Sudoeste ou Acre

Territórios ecológico-vegetacionais:
- 1. Floresta Amazônica
- 2. Brasil Central-Meio-Norte
- 3. Caatinga-Pantanal (Chaco)
- 4. Restinga
- 5. Floresta Atlântica-Pinheiral
- 6. Campos do Alto Rio Branco
- 7. Campos da Planície Rio-Grandense

### Cabrera & Willink (1973)
Divisão da América Latina por Cabrera & Willink (1973):
- Região Neotropical
  - Domínio Caribe
    - Província Guajira
    - Província das Ilhas Galápagos

  - Domínio Amazônico
    - Província Amazônica ou Hileia
    - Província Pacífica
    - Província das Yungas
    - Província Venezuelana
    - Província do Cerrado
    - Província Paranaense, com quatro distritos:
      - Florestas
      - Pinheirais
      - Campos
      - Serrano

    - Província da Savana
    - Província Atlântica

  - Domínio Guiano
    - Província Guiana

  - Domínio Chaquenho
    - Província da Caatinga
    - Província Chaquenha
    - Província do Espinal, com três distritos:
      - Ñandubay
      - Caldén
      - Algarrobo

    - Província Prepunenha
    - Província do Monte
    - Província Pampeana, com quatro distritos:
      - Uruguaiense
      - Pampeano Oriental
      - Pampeano Ocidental
      - Pampeano Austral

  - Domínio Andino–Patagônico
    - Província Altoandina
    - Província Punenha
    - Província do Deserto, com três distritos:
      - Deserto Costeiro
      - Cardonales
      - Coquimbano

    - Província Chilena Central
    - Província Patagônica, com seis distritos:
      - Payunia
      - Patagônico Ocidental
      - Patagônico Central
      - de San Jorge
      - Patagônico Subandino
      - Fueguino
- Região Antártica
  - Domínio Subantartico
    - Província Subantártica, com cinco distritos:
      - Maulino
      - Valdiviano
      - Magalhânico
      - do Pehuén
      - do Bosque Caducifólio

    - Província Insular
    - Província de Juan Fernández

### Dinerstein et al. (1995)

Ecorregiões terrestres do Brasil, segundo o WWF.

Este esquema de Dinerstein et al (1995), adotado na regionalização do WWF por biorregiões e ecorregiões, apresenta, para o Brasil:
- Reino biogeográfico Neotropical (em parte):[23]
  - Biorregião do Orinoco
  - Biorregião da Amazônia
  - Biorregião do Leste da América do Sul
  - Biorregião do Sul da América do Sul

Cabe notar que, neste esquema, o Cerrado, a Caatinga e os Campos Sulinos foram considerados, cada um, uma ecorregião apenas, não tendo sido subdividos em outras ecorregiões por sua complexidade e pela falta de dados à época. Posteriormente, outros autores propuseram subdivisões.
Além disso, o conceito original de ecorregião de Bailey é um pouco diferente do conceito usado nos esquemas do WWF: o primeiro dá mais ênfase a critérios ecológicos, enquanto o segundo foca mais a biogeografia em si, isto é, a distribuição de diferentes biotas.

### Rizzini (1997)
Rizzini (1997) adota a mesma divisão fitogeográfica, de ponto de vista florístico-vegetacional, de Rizzini (1963). Porém, ao discutir a flora do Brasil, o faz da seguinte maneira:
- Flora silvestre brasileira (florestas amazônica, atlântica e do planalto central)
- Flora campestre brasileira
- Restinga
- Cerrado
- Caatinga

### Joly et al. (1999)
Principais "biomas" (na acepção brasileira) da flora brasileira, por Joly et al. (1999):
- Floresta Amazônica
- Floresta Atlântica
- Savana (incluindo Cerrado e Pantanal)
- Estepe (incluindo Caatinga e Campos Sulinos)

### Morrone (2001)
Reginalização por Morrone (2001):
- Região Neotropical (em parte)
  - Sub-região Amazônica
    - Províncias: Napo, Imerí, Guiana, Guiana Húmida, Roraima, Amapá, Várzea, Ucayali, Madeira, Tapajós-Xingú, Pará, Pantanal, Yungas

  - Sub-região Chaquenha
    - Províncias: Caatinga, Cerrado, Chaco, Pampa, Monte

  - Sub-região Paranaense
    - Províncias: Floresta Atlântica Brasileira, Floresta Paranaense, Floresta de Araucaria angustifolia

### Ab'Sáber (2003)
Domínios morfoclimáticos e fitogeográficos de Aziz Ab'Sáber (2003):
- Domínio tropical atlântico
- Domínio da Amazônia brasileira
- Domínio dos sertões secos (caatingas)
- Domínio dos planaltos das arauacárias
- Domínio das pradarias mistas do Rio Grande do Sul
- Domínio dos chapadões recobertos por cerrados e penetrados por florestas-galeria

### IBGE (2004)

Mapa da distribuição dos biomas brasileiros segundo o IBGE.

Biomas do Brasil, segundo o IBGE (2004):
- Bioma Amazônia
- Bioma Mata Atlântica
- Bioma Catinga
- Bioma Cerrado
- Bioma Pantanal
- Bioma Pampa

Note-se que o termo "bioma" não é usado aqui na acepção internacional, na qual é empregado num sentido fisionômico-ecológico, e não taxonômico.

### IBGE (2012)
Regiões florísticas brasileiras, segundo o IBGE (2012):
- Zona Neotropical (em parte)
  - Região florística amazônica (inclui os tipos de vegetação: floresta ombrófila densa, floresta ombrófila aberta, floresta estacional sempre-verde e campinarana)
  - Região florística do Brasil central (inclui: savana, floresta estacional semidecidual e floresta estacional decidual)
  - Região florística nordestina (inclui: savana-estépica: caatinga do sertão árido com suas disjunções vegetacionais; floresta ombrófila densa; floresta ombrófila aberta; floresta estacional semidecidual; floresta estacional decidual e savana)
  - Região florística do sudeste (inclui: floresta ombrófila densa, floresta estacional semidecidual, floresta estacional decidual e savana)
  - Região florística dos campos do planalto meridional [inferência]
  - Região florística da campanha gaúcha [inferência]

Os termos usados neste esquema para as categorias hierárquicas com famílias e gêneros endêmicos (zona e região) se baseiam em Drude (1890) Outros autores (ex., Braun-Blanquet, 1932) usam os termos região e província, respectivamente.
A citação de presença de savana para a região florística do sudeste é possivelmente um lapso. Em sistemas anteriores (ex., Veloso & Góes-Filho, 1982) tratavam-se os campos gerais do planalto meridional (ou planalto das araucárias) como um tipo de savana, os quais são incluídos por alguns autores no "bioma" (domínio) da Mata Atlântica (ex., IBGE, 2004). Porém, neste sistema, tais campos são tratados como um tipo de estepe, e também como uma região florística independente.

## Regionalizações fisionômico-ecológicas
A seguir, alguns esquemas de regionalização biogeográficas, em sentido amplo, fisionômico-ecológicas, ou seja, que tomam como critério principal de classificação a fisionomia da vegetação e aspectos ecológicos (ex., clima, solo). Note-se, entretanto, que é comum o uso de critérios biogeográfico-taxonômicos nas categorias de nível superior de suas hierarquias.
Os nomes das categorias hierárquicas usadas variam entre os esquemas (fisionomia, formação, complexo, bioma, etc.).
Para esquemas de enfoque mundial, confira en:vegetation classifications e en:biomes.

### Martius (1824)
Terminologia usada por Martius (1824) para fisionomias da vegetação e regiões brasileiras, em sua grafia original (com descrições e termos atuais correspondentes entre colchetes):
- Restingas
- Matto-virgem, ou Urwäldern [= florestas úmidas, sempre verdes]
  - do litoral, ou Matta Geral [= Mata Atlântica]
  - do Amazonas, incluindo os Gabós [= Floresta Amazônica e Igapós]
  - de regiões a Oeste
    - Matta da Corda
    - Matto-Grosso
    - da região dos rios Guaporé e Madeira
- Catingas, ou lichten Wäldern, periodisch blattlosen Wäldern [= Caatinga, florestas decíduas]
- Campos [= no sentido brasileiro, todas as regiões cobertas de vegetação que não formam propriamente florestas]
  - Campo limpo
  - Campo feixado, serrado [= campo sujo, campo cerrado]
  - Campo acarrascado
  - Campo acatingado
  - Tabuleiro [= Cerrado sensu lato ou stricto]
    - Tabuleiro coperto
    - Tabuleiro serrado

  - Carrascos [= brenhas densas de arbustos]
  - Campos de Vaccaria [= pastos]
  - Campos Geraës [= campos do Brasil Central]
  - Pampas [= campos do Brasil Meridional]
  - Campo agreste
  - Campo mimoso
  - Campinas
- Capoeira [= vegetação espessa de árvores e arbustos de rápido crescimento que revestem áreas onde a mata original foi cortada]
- Capôes [= capões, florestas esporádicas em região de campo]
- Matto carrasquento [= matagal decíduo]
- Palmetaës [= palmeirais]
- Varedas [= veredas, várzeas brejosas]
- Pantanaës [= pantanais]
- Charnecas
- Lagadisso [= alagadiço]
- Buritisaës [= buritizais]
- Beri-Beri, ou peri, perizes
- Tremetäes, ou balsedos
- Mondongos

### Wettstein (1904)
Regiões do Brasil, segundo Wettstein (1904):
- I. A região da mata pluvial tropical (Die Region des tropischen Regenwaldes)
  - Região amazônica
  - Região costeira
- II. A região da mata pluvial subtropical (Die Region des subtropischen Regenwaldes)
- III. A região das montanhas altas do sul do Brasil (Die südbrasilianische Hochgebirgsregion)
- IV. A região das "savanas" (Die Savannenregion)

### Gonzaga de Campos (1912)

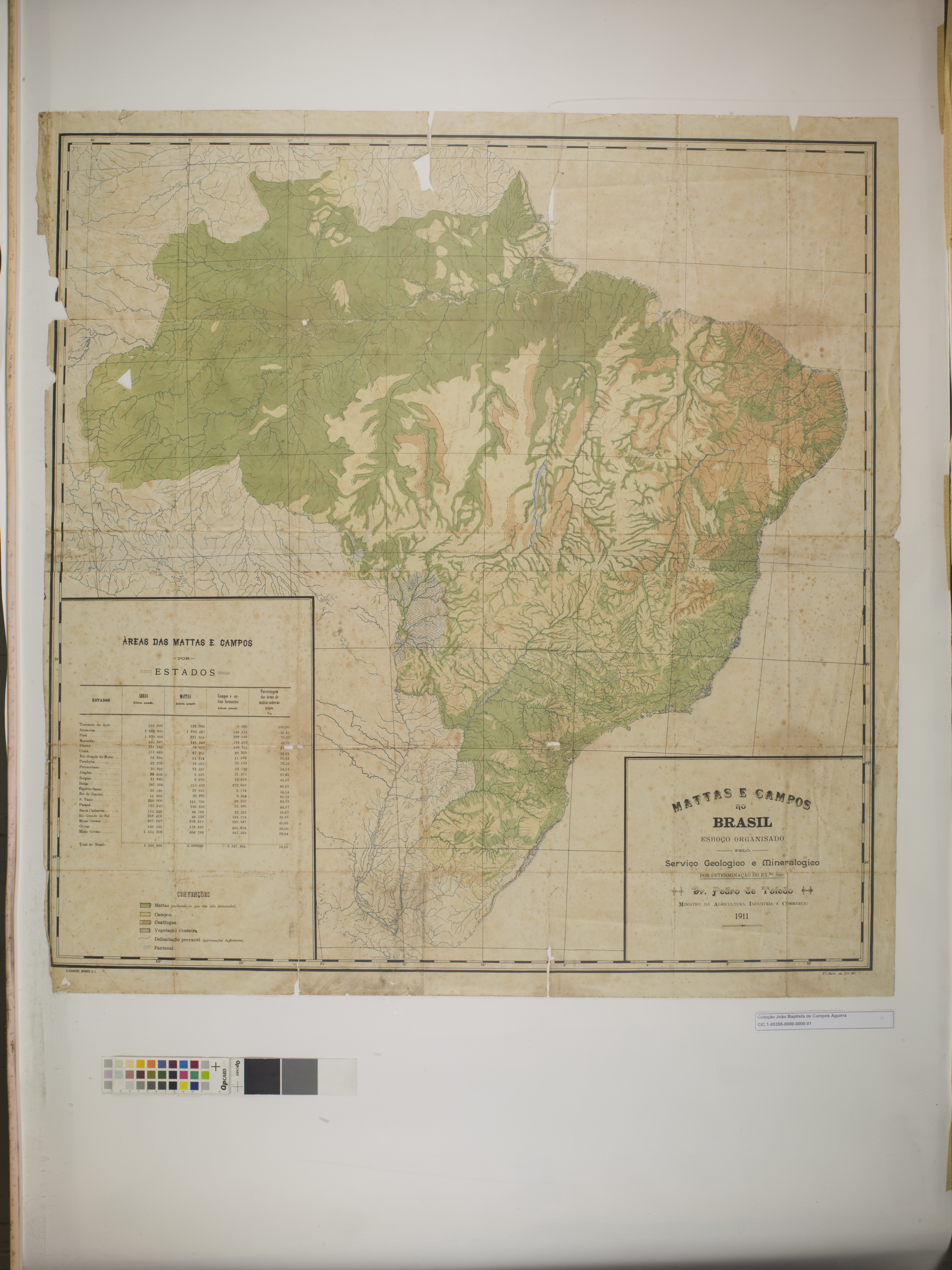
Mapa das Matas e campos no Brasil (1911), do Serviço Geológico e Mineralógico, citado no trabalho de Gonzaga de Campos (1912).

Classificação fitogeográfica brasileira de Luís Felipe Gonzaga de Campos (1912):
- 1. Matas
  - Florestas da zona equatorial
    - Matas das aluviões marítimas (ou manguezaies)
    - Matas das aluviões fluviais (ou das várzeas)
    - Matas de terra firme

  - Florestas da encosta atlântica
    - Matas da encosta da Serra do Mar
    - Pinheirais

  - Matas pluviais do interior
    - Cerradão
    - Catanduva
    - Faxinal
    - Capões

  - Matas ciliares (ou pestanas, matas de condensação, matas de anteparo, matas em galeria)
  - Capoeirões e capoeiras
  - Pastos
- 2. Campos
  - Campinas
    - Campos de várzea ou inundação (maior parte)
    - Pantanais

  - Campos do sul (do planalto e da campanha gaúcha)
    - Campos paleáceos,
    - Campos subarbustivos
    - Campos de vacaria
    - Campos gerais
    - Campos em parque (ou arbóreos)

  - Campos cerrados (chapadas e tabuleiros)
  - Campos alpinos
- 3. Caatingas
  - Caatingas, propriamente
  - Matas acatingadas
  - Charravascal
  - Carrascos
- 4. Vegetação costeira
  - Restinga (ou jundú)
  - Mangues
- 5. Pantanal
  - Carandazal
  - Paratudal
  - Buritizal
  - Acurizal
  - Pirizal
  - Pajonal
  - Espinhal

### Löfgren (1912)
Classificação ecológica das formações de matas e campos do Brasil, na grafia original, segundo Löfgren (1912):
- Mattas
  - Mesophytas
    - Interior
      - Matta pluvial da grande região equatorial. Najas e Hylaea.
      - Matta pluvial das serras e planaltos. Dryas.
      - Matta marginal dos rios ou "Galeriewald".
      - Matta marginal de Buritys ou Mauricetum.
      - Matta marginal de Palmitos ou Euterpetum.

    - Littoral
      - Matta mixta das vertentes do littoral. Dryas.

  - Xerophytas
    - Interior
      - Matta Leptogaia de Lepto-raso e gaia-terra; camada terrosa fina.
      - Matta tropophila ou amphibiotica. Caatinga. Leptogaia.
      - Matta Bothygaia de Bothys-fundo e gaia-terra; camada terrosa funda.
      - Matta xerophila franca, Cerradão e Cerrado. Bathygaia.
      - Matta marginal de Carnaubeiras. Copernicetum.
      - Matta conifera, Araucarietum e Podocarpetum.

    - Littoral
      - Mattas halophytas ou manguezaes. Rhizophoretum.
      - Mattas sclerophylleas, por de traz das dunas e praias, ou Restingas.
- Campos
  - Campos graminaceos equatoriaes — Savannas.
  - Campos graminaceos do interior.
  - Campos mixtos dos planaltos, ou geraes.
  - Campos psammophilos das praias e dunas.

### Hoehne (1922)
Formações da vegetação do Brasil, segundo Hoehne (1922):
- Formações halophilas (= Hamadryadas, em parte; Mangue; Restingas)
- Formações hydrophilas (= Naiades: mattas da Amazônia; Mattas dos grandes valles ou capões; Prados, campinas humidas; Pantanaes; Vegetação lacustre; Buritysaes, miritysaes)
- Formações hygrophilas (= Dryades, em parte)
  - megathermaes (= Mattas frondosas)
  - mesothermaes (= Campos e mattas rachiticas)
- Formações sub-xerophilas ou neterophilas (= Dryades, em parte; Oreades: campos cerrados, campos limpos, cerradões; Napaeas: pinhaes)
- Formações xerophilas (= Hamadryadas: caatingas)
- Culturas de espécies exóticas (= Vagas Brasiliensis)

### Rizzini (1963)
Escala hierárquica dos tipos de vegetação do Brasil de Rizzini (1963):
- Classe de formação: mata ou floresta
  - Série de formação: floresta paludosa
  - Série de formação: floresta pluvial
  - Série de formação: floresta estacional
  - Série de formação: floresta esclerófila
  - Série de formação: scrub
- Classe de formação: campo ou grassland
  - Série de formação: campo
  - Série de formação:  grassland
- Classe de formação: consociações
  - Série de formação: terrestres
  - Série de formação: aquáticas
- Classe de formação: comunidades biotópicas especiais
- Classe de formação: comunidades seriais (sucessão secundária)

Conjuntos e complexos (ou unidades compósitas) vegetacionais, incluindo certos critérios florísticos de Rizzini (1963):
- 1 - Conjuntos vegetacionais homogêneos
  - Floresta Amazônica
  - Floresta Atlântica
- 2 - Conjuntos vegetacionais heterogêneos
  - Com tipos próprios de vegetação
    - Complexo do Brasil Central ou do Cerrado
    - Complexo da Caatinga ou do Nordeste

  - Sem tipos peculiares de vegetação
    - Complexo do Meio Norte ou dos Cocais
    - Complexo do Pantanal;
    - Complexo da Restinga ou do Litoral;
    - Complexo do Pinheiral;
- 3 - Grupamentos permanentes especiais
  - Campos do Alto Rio Branco; e
  - Campos da Planície Rio-Grandense.
- 4 - Grupamentos transitórios
  - Capoeira, capoeirão, mata secundária, etc.

### IBGE (1977)
Tipos de vegetação do Brasil de acordo com o IBGE (1977):
- Região Norte
  - a) Floresta Perenifólia Higrófila Hileiana Amazônica (mata de terra firme)
  - b) Floresta Perenifólia Paludosa Ribeirinha Periodicamente Inundada (mata de várzea)
  - c) Floresta Perenifólia Paludosa Ribeirinha Permanentemente Inundada (mata de igapó)
  - d) Floresta Subcaducifólia Amazônica
  - e) Cerrado
  - f) Campos
    - Campos Mistos ou Alagáveis
    - Campos de Várzea
    - Campos Firmes

  - g) Complexos de Roraima, Cachimbo e Xingu
  - h) Vegetação Litorânea
- Região Nordeste
  - 1 - Floresta Perenifólia Higrófila Costeira
  - 2 - Floresta Perenifólia Higrófila Hileiana Baiana (Floresta dos Tabuleiros Terciários)
  - 3 - Floresta Subcaducifólia Tropical Amazônica
  - 4 - Floresta Subcaducifólia Tropical
  - 5 - Floresta Caducifólia não Espinhosa (ou Agreste, Mata Seca, Brejos)
  - 6 - Caatinga
    - a) Caatinga seca e agrupada
    - b) Caatinga seca e esparsa
    - c) Caatinga arbustiva densa

  - 7 - Cerrado
  - 8 - Campos
  - 9 - Campo Inundável
  - 10 - Vegetação Litorânea (manguezal, vegetação de praias arenosas e dunas, e as restingas)
- Região Sudeste
  - 1 - Floresta Perenifólia Higrófila Costeira
  - 2 - Floresta Subcaducifólia Tropical
  - 3 - Floresta Subcaducifólia Subtropical
  - 4 - Floresta Subcaducifólia Subtropical com Araucária
  - 5 - Floresta Caducifólia não Espinhosa (Mata de Cipó)
  - 6 - Caatinga
  - 7 - Cerrado
  - 8- Campo
  - 9 - Vegetação Litorânea
- Região Centro-Oeste
  - 1 - Floresta Perenifólia Higrófila Hileiana Amazônica
  - 2 - Floresta Subcaducifólia Amazônica (Mata da Poaia, e Florestas-Galeria)
  - 3 - Floresta Estacional Subcaducifólia Tropical ("Mato Grosso de Goiás", Matas de Dourados, e "Mata de C'roa")
  - 4 - Cerrados
  - 5 - Campos
    - Campos Sujos (ou cerradinhos, cerrados ralos)
    - Campos Limpos (Campos de Vacaria, Campos da Chapada dos Parecis)

  - 6 - Complexo do Pantanal
    - a) Zonação aquática ou hidrófila
    - b) Zonação higrófila
    - c) Zonação mesófila

  - 7 - Complexos do Cachimbo e do Xingu
- Região Sul
  - 1. Floresta Perenifólia Higrófila Costeira
  - 2. Floresta Subcaducifólia Tropical
  - 3. Floresta Subcaducifólia Subtropical
  - 4. Floresta Subcaducifólia Subtropical com Araucária
  - 5. Campo
  - 6. Cerrado
  - 7. Vegetação Litorânea

### Ferri (1980)
As "principais formações vegetais brasileiras", por Ferri:
- Hiléia amazônica
  - Matas de terra firme
  - Mata dos igapós
  - Mata das várzeas
  - Caatingas amazônicas
  - Formações não florestais da Amazônia
    - Campos do Rio Branco
    - Campos de várzea amazônicos
    - Campos cerrados
- Zona dos cocais
  - Carnaubais
  - Buritizais
- Caatingas do Nordeste
- Cerrados
- Florestas costeiras ou atlânticas
- Pantanal
- Campos rupestres
- Campos de altitude
- Vegetação litoral (manguezais, dunas e restingas)
  - Litoral rochoso
  - Litoral arenoso
  - Litoral limoso
- Vegetação dos brejos
- Matas pluviais do interior
- Matas de araucária (Napéias)

### Veloso & Góes-Filho (1982)
O sistema ecológico de classificação da vegetação brasileira (regiões fitoecológicas da zona Neotropical) do Projeto Radambrasil (1973-1987), baseado no sistema de Ellenberg & Mueller-Dombois (1967) e sintetizado por Veloso & Góes-Filho (1982), ficou dividido em:
- a) Savana (Cerrado e Campos Gerais)
- b) Estepe (Caatinga e Campanha Gaúcha)
- c) Savana-Estepica (Campos de Roraima e de Uruguaiana/Chaquenho)
- d) Vegetação Lenhosa Oligotrófica dos Pantanos e das Acumulações Arenosas (Campinarana ou Campina do Rio Negro)
- e) Floresta Ombrófila Densa
- f) Floresta Ombrófila Aberta
- g) Floresta Ombrófila Mista
- h) Floresta Estacional Semidecidual
- i) Floresta Estacional Decidual

### Dinerstein et al. (1995)
Biomas (ou tipo principal de habitat) por Dinerstein et al (1995), adotado na regionalização do WWF:
- Florestas tropicais úmidas latifoliadas
- Florestas tropicais secas latifoliadas
- Florestas de coníferas  tropicais e subtropicais
- Campos, savanas e arbustais
- Campos inundados
- Desertos e arbustais xéricos
- Restingas
- Mangues

### Rizzini (1997)
Tipos de vegetação do Brasil por Rizzini (1997):
- I. Florestas pluviais (= florestas húmidas)
  - Floresta amazônica (= Hiléia)
    - Mata de várzea
    - Mata de terra firme
    - Igapó
    - Catingas do rio Negro

  - Floresta atlântica
    - Floresta pluvial montana
    - Floresta pluvial baixo-montana
    - Floresta pluvial ripária (= galerias ou cílios fluviais) e em manchas (= capão)
    - Floresta de araucária (= pinheiral ou pinhal)

  - Floresta dos tabuleiros (= floresta costeira ou floresta litorânea)
- II. Florestas secas (= floresta estacional semidecídua)
- III. Cerradão (= catanduva, floresta mesófila esclerófila)
- IV. Savanas
  - Cerrado comum ou típico
  - Campo cerrado
  - Campo sujo
- V. Campos limpos (distintos dos campos altimontanos [= campos alpinos, das Serras do Mar e da Mantiqueira], e dos campos do Alto Rio Branco)
  - Centrais
    - Campo ferruginoso
      - de canga couraçada
      - de canga nodular

    - Campo quartzítico
    - Campos "gerais"
    - Campo planáltico
    - Campo arbustivo

  - Meridionais
    - Campo brejoso
    - Campo subarbustivo
    - Campo paleáceo
    - Gramado (= potreiro)
- VI. Caatinga sensu lato (= formação lenhoso-suculento-xerófila nordestina; complexo de vegetação decídua e xerófila; sertão sensu lato)
  - Caatinga sensu stricto (= sertão sensu stricto)
    - Caatinga agrupada
    - Caatinga arbustiva esparsa
    - Caatinga arbustiva densa
    - Caatinga com suculentas
    - Caatinga arbórea

  - Vegetações relacionadas: agreste, montes florestados ("brejos", "serras"), chapadas campestres, carrasco e vegetação dos afloramentos de calcário de MG e MS
- VII. Restinga
  - Litoral rochoso
  - Litoral arenoso (praia, anteduna e duna)
  - Litoral limoso (= mangue, manguezal)
- VIII. Pantanal (= Chaco, Gran Chaco)
- XI. Mata dos Babaçual (= mata de babaçu, cocal)

Rizzini (ibidem, p. 641-9) propõe também um modelo sobre a derivação dos tipos brasileiros de vegetação, a partir de duas formações primitivas hipotéticas:
- 1. Flora florestal primitiva
  - 1.1. Floresta amazônica
    - a. Cocais
    - b. Galerias (em parte)
    - c. Floresta dos tabuleiros terciários (em parte)

  - 1.2. Floresta esclerófila do rio Negro (catingas)
  - 1.3. Cerradão
    - a. Cerrado (flora peculiar)

  - 1.4. Campo silvígena (certas espécies campestres derivadas de árvores florestais)
  - 1.5. Floresta atlântica
    - a. Floresta dos tabuleiros terciários (em parte)
    - b. Pinheiral
    - c. Matas secas
    - d. Restinga
    - e. Capões
    - f. Galerias (em parte)
    - g. Caatinga (em parte; possui também elementos xerófilos argentino-bolivianos recentes)
- 2. Flora campestre primitiva
  - 2.1. Campos altimontanos (em parte; possui também elementos andinos recentes)
  - 2.2. Prairies
  - 2.3. Campos limpos
    - a. Cerrado (vegetação baixa)

### Fernandes (1998)
Classificação por Fernandes (1998):
- I. Vegetação Arbórea (Arboreto)
- II. Vegetação Arbustiva (Frutíceto)
- III. Vegetação Herbácea (Herbeto)

### IBGE (2004)
Regiões fitoecológicas segundo o IBGE (2004):
- Floresta ombrófila densa (floresta tropical pluvial)
- Floresta ombrófila aberta (faciações da floresta ombrófila densa)
- Floresta ombrófila mista (floresta de araucária)
- Floresta estacional semidecidual (floresta tropical subcaducifólia)
- Floresta estacional decidual (floresta tropical caducifólia)
- Campinarana (caatinga da amazônia, caatinga-igapó, campina da Amazônia)
- Savana (cerrado)
- Savana-estépica (caatinga do Sertão árido, campos de Roraima, Chaco-sul-matogrossense, parque de espinilho da barra do rio Quaraí)
- Estepe (campos do sul do Brasil)
- Áreas das formações pioneiras
- Áreas de tensão ecológica
- Refúgios vegetacionais (comunidades relíquias)

### Oliveira-Filho (2009, 2015)
Classificação da vegetação Neotropical por Oliveira-Filho (2009, 2015), com seis critérios (tipo de fisionomia e mais cinco "atributos hierárquicos"), com exemplos de categorias aplicáveis em especial à região Neotropical:
- A. Fitofisionomias básicas
  - 1. Fitofisionomias florestais
  - 2. Fitofisionomias arbustivas
  - 3. Fitofisionomias savânicas
  - 4. Fitofisionomias campestres
  - 5. Fitofisionomias de origem humana
- B. Regime climático
  - Litorâneo
  - Semiárido
  - Estacional
  - Pluvial
  - Nebular
- C. Regime de renovação foliar
  - Perenifólio
  - Semideciduifólio
  - Deciduifólio
  - Alternifólio
  - Brevifólio
- D. Domínio térmico
  - Tropical
  - Subtropical, etc.
- E. Faixa altitudinal
  - Costeira
  - De baixada
  - Submontana
  - Inferomontana
  - Superomontana
  - Montana
- F. Substrato
  - Tenuissólico
  - Crassissólico
  - Terroso
  - Arenoso
  - Pedregoso
  - Rupícola
  - Pauperinútrico
  - Mesonútrico
  - Uberinútrico
  - Cumeada
  - Encosta
  - Talvegue
  - Ripícola
  - Vargedícola
  - Freatícola
  - Paludícola

### IBGE (2012)
Classificação da vegetação brasileira segundo o IBGE (2012, p. 134):
- Sistema fisionômico-ecológico
  - Classe de formação: florestal
    - Subgrupo de formação: floresta ombrófila densa (= floresta tropical pluvial)
      - Formação: floresta ombrófila densa aluvial
      - Formação: floresta ombrófila densa das terras baixas
      - Formação: floresta ombrófila densa submontana
      - Formação: floresta ombrófila densa montana
      - Formação: floresta ombrófila densa altomontana

    - Subgrupo de formação: floresta ombrófila aberta (= faciações da floresta ombrófila densa)
      - Formação: floresta ombrófila aberta aluvial
      - Formação: floresta ombrófila aberta das terras baixas
      - Formação: floresta ombrófila aberta submontana
      - Formação: floresta ombrófila aberta montana

    - Subgrupo de formação: floresta ombrófila mista (= floresta de araucária, mata de araucária, pinheiral)
      - Formação: floresta ombrófila mista aluvial
      - Formação: floresta ombrófila mista das terras baixas
      - Formação: floresta ombrófila mista submontana
      - Formação: floresta ombrófila mista montana

    - Subgrupo de formação: floresta estacional sempre verde (= floresta estacional perenifólia)
      - Formação: floresta estacional sempre verde aluvial
      - Formação: floresta estacional sempre verde das terras baixas
      - Formação: floresta estacional sempre verde submontana

    - Subgrupo de formação: floresta estacional semidecidual (= floresta tropical subcaducifólia)
      - Formação: floresta estacional semidecidual aluvial
      - Formação: floresta estacional semidecidual das terras baixas
      - Formação: floresta estacional semidecidual submontana
      - Formação: floresta estacional semidecidual montana

    - Subgrupo de formação: floresta estacional decidual (= floresta tropical caducifólia)
      - Formação: floresta estacional decidual aluvial
      - Formação: floresta estacional decidual das terras baixas
      - Formação: floresta estacional decidual submontana
      - Formação: floresta estacional decidual montana

  - Classe de formação: campestre
    - Subgrupo de formação: campinarana
      - Formação: campinarana florestada
        - Caatinga da Amazônia
        - Caatinga-gapó [florestada]
        - Ressaca

      - Formação: campinarana arborizada
        - Campinarana [stricto sensu]
        - Caatinga-gapó [arborizada]

      - Formação: campinarana arbustiva
        - Campina da Amazônia [arbustiva]
        - Caatinga-gapó [arbustiva], ou Varetal

      - Formação: campinarana gramíneo-lenhosa
        - Campina da Amazônia [gramíneo-lenhosa]

    - Subgrupo de formação: savana (= cerrado)
      - Formação: savana florestada (cerradão)
      - Formação: savana arborizada (campo cerrado, cerrado ralo, cerrado típico e cerrado denso)
      - Formação: savana parque (campo-sujo-de-cerrado, cerrado-de-pantanal, campo-de-murundus ou covoal e campo rupestre)
      - Formação: savana gramíneo-lenhosa (campo-limpo-de-cerrado)

    - Subgrupo de formação: savana-estépica (= savanas secas e/ou úmidas: caatinga do Sertão árido, campos de Roraima, Chaco-matogrossense-do-sul, parque de espinilho da barra do rio Quaraí)
      - Formação: savana-estépica florestada
      - Formação: savana-estépica arborizada
      - Formação: savana-estépica parque (parkland)
      - Formação: savana-estépica gramíneo-lenhosa (campo espinhoso)

    - Subgrupo de formação: estepe (= campos do sul do Brasil)
      - Formação: estepe arborizada (arbórea aberta)
      - Formação: estepe parque (campo sujo ou parkland)
      - Formação: estepe gramíneo-lenhosa (campo limpo)
- Sistema edáfico de primeira ocupação (áreas das formações pioneiras)
  - Vegetação com influência marinha (restingas)
  - Vegetação com influência fluviomarinha (manguezal e campos salinos)
  - Vegetação com influência fluvial
- Sistema de transição (tensão ecológica)
  - Ecótono (mistura florística entre tipos de vegetação)
  - Encrave (áreas disjuntas que se contactam)
- Sistema dos refúgios vegetacionais (comunidades relíquias)
- Sistema da vegetação secundária (tratos antrópicos)
  - Sucessão natural
    - Fase primeira da sucessão natural
    - Fase segunda (= capoeirinha)
    - Fase terceira (= capoeira rala)
    - Fase quarta (= capoeira propriamente dita)
    - Fase quinta (= capoeirão)

  - Uso da terra para a agropecuária
    - Agricultura
    - Pecuária
    - Reflorestamento e/ou florestamento
    - Outras
- Sistema das áreas sem vegetação
  - Dunas
  - Afloramentos Rochosos

Um dos objetivos deste esquema, baseado no sistema do Projeto Radambrasil, é a adoção de uma terminologia universal, apresentando-se termos regionalistas paralelamente, entre parênteses.
No entanto, o emprego de alguns termos, como "savana", é feito de maneira peculiar, diferindo um pouco do sentido usual empregado em outros trabalhos, que consideram o campo-limpo-de-cerrado e o cerradão como campos e florestas, respectivamente, e  não como tipos de savana.
O uso do termo "estepe" para a vegetação dos campos sulinos também é pouco usual, sendo mais comum o termo tradicional "campos". Aliás, as vegetações tipicamente chamadas de campos, em outros esquemas, são aqui correspondentes às várias formações de nome terminado em "gramíneo-lenhosa".

### Coutinho (2016)
Principais biomas brasileiros de acordo com Coutinho (2016):
- Zona climática I - Tropical pluvial; Zonobioma I - Florestas e savanas tropicais pluviais
  - 1. Bioma floresta amazônica densa sempre‑verde de terra firme (eubioma; Mata Amazônica)
  - 2. Bioma floresta amazônica aberta sempre‑verde de terra firme (eubioma; Mata Amazônica)
  - 3. Bioma floresta amazônica densa sempre‑verde ripária de várzea e igapó (helobioma; Mata Amazônica)
  - 4. Bioma savana amazônica ou campinarana (psamo‑helo‑peinobioma; Mata Amazônica)
  - 5. Bioma floresta atlântica densa sempre‑verde de encosta (orobioma; Mata Atlântica)
  - 6. Bioma floresta atlântica densa sempre‑verde de terras baixas ou de planície (eubioma; Mata Atlântica)
  - 7. Bioma floresta atlântica densa sempre‑verde de restinga (psamo‑helobioma; Mata Atlântica)
  - 8. Bioma floresta atlântica densa sempre‑verde de manguezal (halo‑helobioma; Mata Atlântica)
- Zona climática II - Tropical estacional; Zonobioma II - Florestas e savanas tropicais estacionais
  - 9. Bioma floresta tropical estacional densa ripária (helobioma; Ciliar ou Galeria)
  - 10. Bioma floresta tropical estacional densa semidecídua (eubioma; Mata Atlântica)
  - 11. Bioma floresta tropical estacional densa decídua (litobioma; Mata Atlântica)
  - 12. Bioma savana tropical estacional (peino‑pirobioma; Cerrado)
  - 13. Bioma savana tropical estacional semiárida (eubioma; Caatinga do Nordeste)
- Zona climática V - Quente-temperada úmida; Zonobioma V - Florestas quente‑temperadas úmidas
  - 14. Bioma floresta quente‑temperada úmida densa sempre‑verde de araucária (orobioma; Mata Atlântica)
  - 15. Bioma floresta quente‑temperada úmida semidecídua (eubioma; Mata Atlântica)
  - 16. Bioma floresta quente‑temperada úmida decídua (eubioma; Mata Atlântica)

Sistemas complexos:
- 1. Complexo do Pantanal
- 2. Campos sulinos (paleobioma?)